# Mu Arae d
Mu Arae d je egzoplanet u orbiti oko zvijezde Mu Arae iz zviježđa Oltar, udaljene 49.8 svjetlosnih godina. 